# Only Trust Your Heart
| Оценки критиков | Оценки критиков |
| Источник        | Оценка          |
| --------------- | --------------- |
| AllMusic        | [ 1 ]           |

Only Trust Your Heart (с англ. — «Только верь своему сердцу») — тридцать пятый студийный альбом американской певицы Дайон Уорвик, выпущенный 15 марта 2011 года на лейблах MPCA Records и RED Music.
Большинство песен в альбоме было написано американским поэтом-песенником Сэмми Каном.

## Список композиций
| №                   | Название                              | Автор(ы)                                 | Длительность |
| ------------------- | ------------------------------------- | ---------------------------------------- | ------------ |
| 1.                  | «Only Trust Your Heart»               | Бенни Картер, Сэмми Кан                  | 4:32         |
| 2.                  | «You I Love»                          | Николас Бродский, Сэмми Кан              | 2:26         |
| 3.                  | «I’m a Fool to Want You»              | Фрэнк Синатра, Джек Вульф, Джоэль Херрон | 4:10         |
| 4.                  | «Wonder Why»                          | Жюль Стайн, Сэмми Кан                    | 2:49         |
| 5.                  | «If You Can Dream»                    | Николас Бродский, Сэмми Кан              | 4:02         |
| 6.                  | «The Second Time Around»              | Джимми Ван Хьюзен, Сэмми Кан             | 2:30         |
| 7.                  | «Come Out, Come Out Wherever You Are» | Жюль Стайн, Сэмми Кан                    | 2:30         |
| 8.                  | «I’ll Never Stop Loving You»          | Николас Бродский, Сэмми Кан              | 5:08         |
| 9.                  | «Some Other Time»                     | Жюль Стайн, Сэмми Кан                    | 2:48         |
| 10.                 | «I Fall in Love Too Easily»           | Жюль Стайн, Сэмми Кан                    | 3:40         |
| 11.                 | «Keep Me in Mind»                     | Джек Вульф, Сэмми Кан                    | 3:52         |
| 12.                 | «And Then You Kissed Me»              | Жюль Стайн, Сэмми Кан                    | 2:56         |
| 13.                 | «Pocketful of Miracles»               | Джимми Ван Хьюзен, Сэмми Кан             | 2:42         |
| Общая длительность: | Общая длительность:                   | Общая длительность:                      | 44:16        |

## Чарты
| Чарт (2011)                     | Высшая позиция |
| ------------------------------- | -------------- |
| США (Billboard Top Jazz Albums) | 10             |